# Emily Wickersham

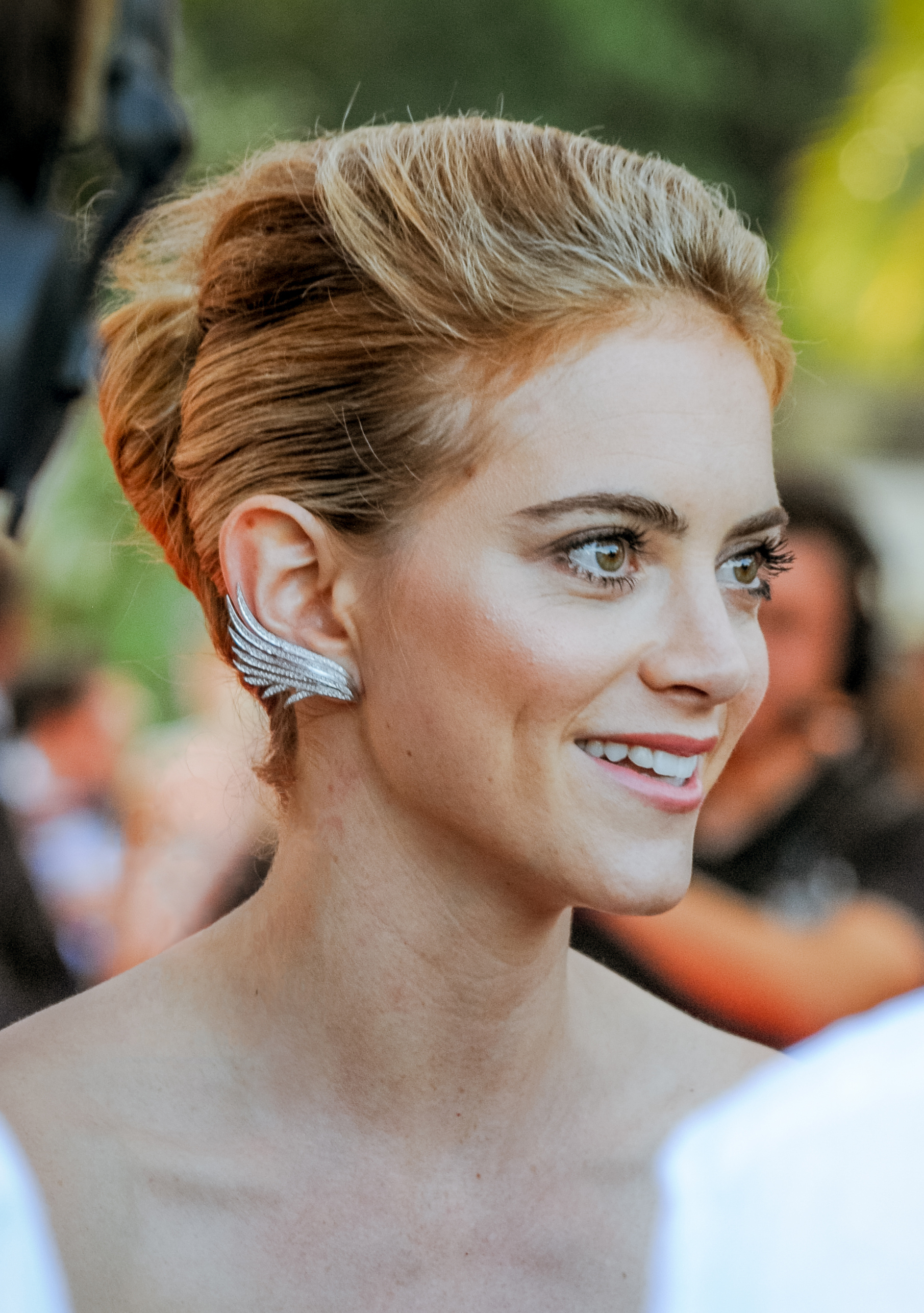
Emily Wickersham (2014)

Emily Wickersham (* 26. April 1984 in Kansas) ist eine US-amerikanische Schauspielerin und Model. Bekanntheit erlangte sie durch ihre Rollen in den Serien Die Sopranos und Navy CIS.

## Leben und Karriere
Emily Wickersham wurde im US-Bundesstaat Kansas geboren und wuchs in Mamaroneck, New York auf. Sie war früher als Model für Abercrombie & Fitch tätig.
Ihre Schauspielkarriere begann Wickersham mit einem Auftritt in der Late Show with David Letterman. Im selben Jahr folgte die Rolle der Rhiannon Flammer in der Serie Die Sopranos, welche sie vier Folgen lang verkörperte. Im weiteren Verlauf ihrer Karriere hatte sie auch Rollen in den Filmen Remember Me – Lebe den Augenblick, Ich bin Nummer Vier und Gone inne. 2013 war sie für drei Folgen in der Serie The Bridge – America zu sehen. Von November 2013 bis Mai 2021 spielte sie die Eleanor „Ellie“ Bishop in der Serie Navy CIS. Ursprünglich nur für einen dreiteiligen Handlungsbogen eingeplant, wurde sie nach dem Ende der Produktion dieser drei Episoden offiziell als Hauptdarstellerin unter Vertrag genommen. Sie verließ die Serie im Mai 2021 mit der letzten Episode der 18. Staffel.

## Privates
Ihre Eltern sind John und Amy Wickersham. Emily Wickersham hat schwedische, österreichische und russische Vorfahren. Am 23. November 2010 heiratete sie auf Little Palm Island in den Florida Keys den Musiker Blake Anderson Hanley. Von ihm wurde sie im Dezember 2018 geschieden. Das Ehepaar hatte keine Kinder. Sie wohnte danach weiterhin in Los Angeles, er zog sich nach Palm Beach zurück. Aus ihrer Beziehung zu ihrem neuen Partner James Badge Dale ging Ende Dezember 2021 ein Sohn hervor.

## Filmografie (Auswahl)
- 2006–2007: Die Sopranos (The Sopranos, Fernsehserie, 4 Folgen)
- 2008: Vielleicht, vielleicht auch nicht (Definitely, Maybe)
- 2009: Taking Chance
- 2009: Criminal Intent – Verbrechen im Visier (Law & Order: Criminal Intent, Fernsehserie, Folge 8x14)
- 2009: Bored to Death (Fernsehserie, Folge 1x04)
- 2009: Trauma (Fernsehserie, Folge 1x04)
- 2010: Remember Me – Lebe den Augenblick (Remember Me)
- 2011: Ich bin Nummer Vier (I Am Number Four)
- 2011: Gossip Girl (Fernsehserie, Folge 5x01)
- 2012: Gone
- 2013: The Bridge – America (The Bridge, Fernsehserie, 3 Folgen)
- 2013–2021: Navy CIS (NCIS, Fernsehserie, 172 Folgen)
- 2016: Glitch
- 2016: Navy CIS: New Orleans (NCIS: New Orleans, Fernsehserie, Folge 2x12)